# 甲仙煙管蝸牛
甲仙煙管蝸牛（学名：Hemiphaedusa arikangensis）为煙管蝸牛科臺灣紡錘煙管蝸牛屬下的一个种。甲仙煙管蝸牛主要分布於臺灣南部的高雄市桃源小關山林道、甲仙公園、小林等地區。學名來自模式標本產地小林村。